# Condado de Ward (Dakota do Norte)
O Condado de Ward (em inglês:  Ward County) é um dos 53 condados do estado americano da Dakota do Norte. A sede e maior cidade do condado é Minot. Foi fundado em 23 de novembro de 1885.
O condado possui uma área de 5 325 km², dos quais 5 214 km² estão cobertos por terra e 110 km² por água, uma população de 61 675 habitantes, e uma densidade populacional de 11,8 hab/km² (segundo o censo nacional de 2010). É o quarto condado mais populoso da Dakota do Norte.